# Emma Robbert
Emma Maria Robbert, tidigare Herlitz, född 3 december 1886 i Adolf Fredriks församling, Stockholms stad, död 31 augusti 1945 i Oscars församling, Stockholms stad, var en svensk rösträttsaktivist. 
Hon var verksam i kampanjen för införandet av kvinnlig rösträtt i Sverige och ordförande för Föreningen för kvinnans politiska rösträtt i Eskilstuna 1908-1910.